# 16 mm

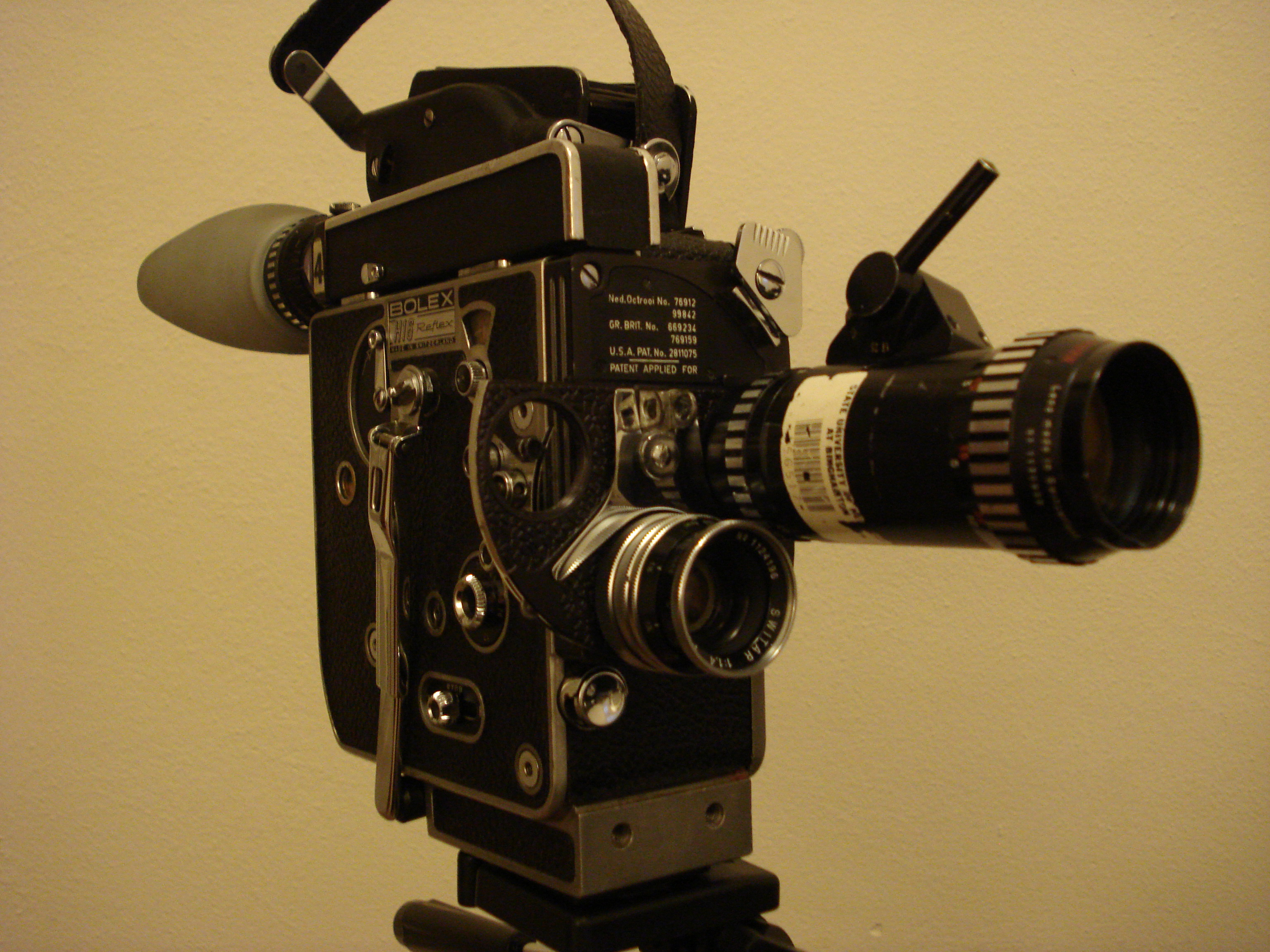
Filmadora Bolex de 16 mm

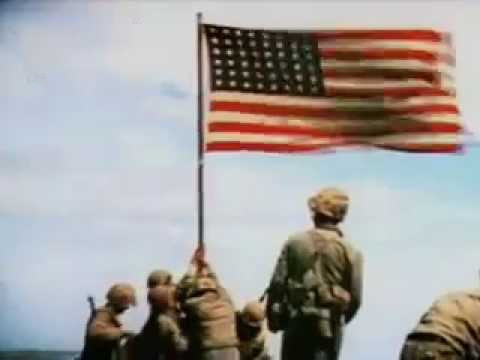
Imatge famosa captada amb una càmera filmadora de 16 mm

16 mm és un format de pel·lícula cinematogràfica amb un ample de 16 mm. Altres calibres de cinema comuns són 8 mm i 35 mm. Generalment s'utilitza per a pel·lícules no teatrals (per exemple, industrials, educatives, de televisió) o per a pel·lícules en moviment de baix pressupost. També va existir com a popular format de cinema amateur o a casa durant diverses dècades, juntament amb una pel·lícula de 8 mm i posteriorment Super-8.  Eastman Kodak, va llançar el primer "outfit" de 16 mm el 1923, consistent en una càmera, projector, trípode, pantalla i splicer, per 335 dòlars (equivalent a 5.991 dòlars el 2023). RCA-Victor va introduir un projector de pel·lícules de so de 16 mm el 1932 i va desenvolupar una càmera òptica de so sobre pel·lícula 16 mm, posada a la venda el 1935.

## Història
El format va ser introduït per Eastman Kodak a 1923 com una alternativa econòmica per a aficionats al format convencional de 35 mm El mateix any, Victor Animatograph Corporation va començar a produir les seves pròpies càmeres i projectors de 16 mm. Durant la dècada de 1920, la indústria professional sovint es referia al format com a "subestàndard".
Com va ser pensada per als aficionats, la pel·lícula de 16 mm va ser un dels primers formats a usar acetats de pel·lícula de seguretat com a base, i Kodak mai va fabricar pel·lícula de nitrat per a aquest format, a causa de l'alta inflamabilitat de la base de nitrat.
El format silent de 16 mm va ser inicialment enfocat als que feien pel·lícules casolanes, però cap als anys 1930 es va començar a utilitzar en projectes educatius. L'addició de les banda de so òptic i més important encara la pel·lícula de color (Kodachrome) van donar un gran impuls a l'ús del format. El format va ser usat àmpliament durant la Segona Guerra Mundial per la qual cosa hi va haver una gran expansió de companyies de filmació durant els anys de la postguerra. pel·lícules governamentals, de negocis, de medicina i d'indústria van crear una extensa xarxa de professionals de la filmació en 16 mm i indústries de serveis relacionats en els anys 50 i 60. L'arribada de la televisió també va contribuir a la popularització de l'ús de la pel·lícula de 16 mm, inicialment pels seus avantatges en costos i facilitat de transportar. Mentre l'ús professional del format creixia, el mercat de pel·lícules casolanes s'inclinava cada vegada més cap a l'ús de l'encara més econòmic format de pel·lícula de 8 mm i super 8 mm.

## Evolució de la producció

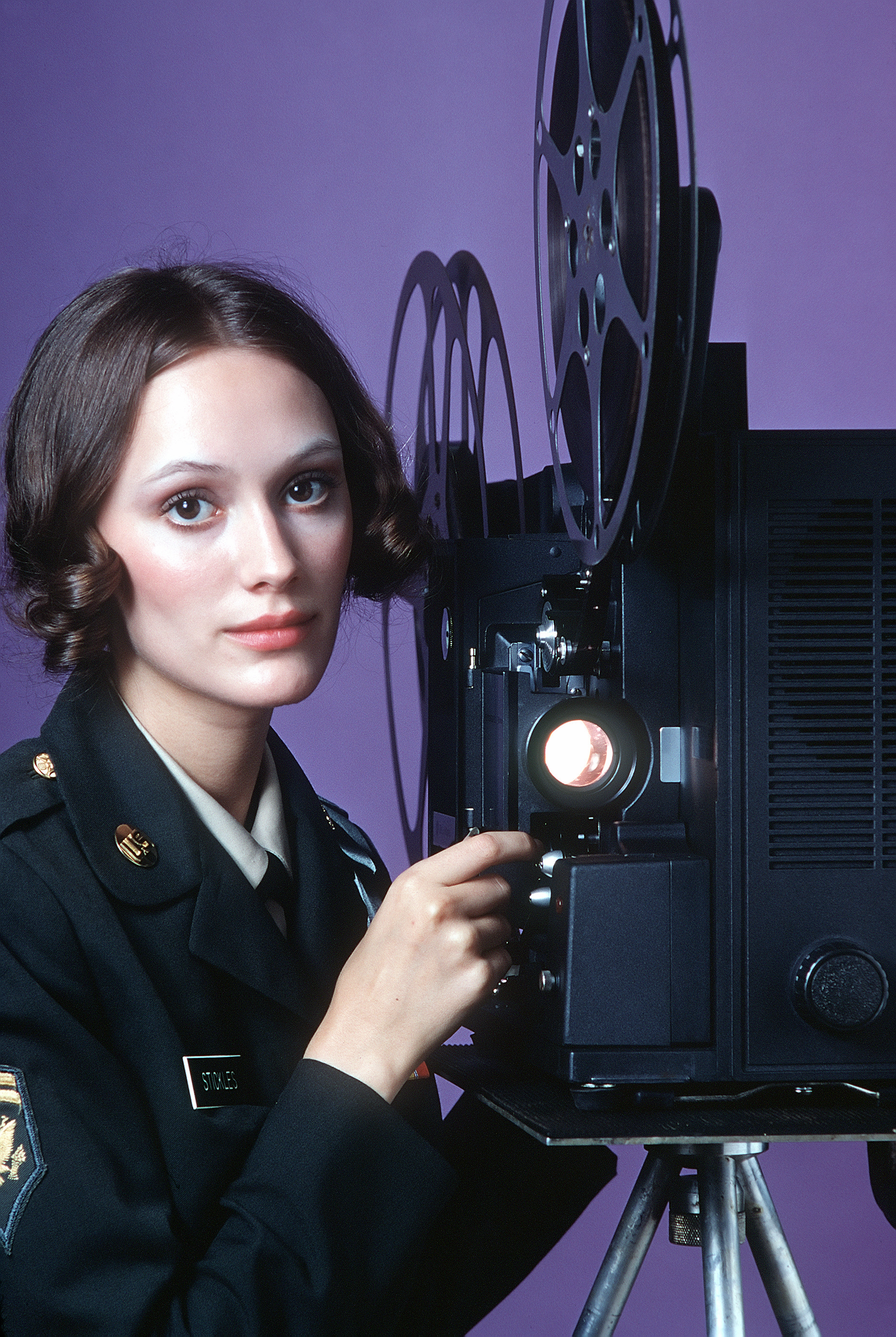
Projector de l'exèrcit dels EUA

El format de 16 mm mut va ser inicialment dirigit a l'entusiasta del film casolà, però pels anys trenta havia començat a fer incursions en el mercat educatiu. La suma dels sound tracks òptics i, especialment, Kodachrome al 1935, va donar una empenta enorme al futur del format de 16 mm. El format es va usar extensivament a la Segona Guerra Mundial, i hi havia una gran expansió d'aquest a les companyies productores de films professionals pels anys de la postguerra. pel·lícules per al govern, negocis, metges i industrials van crear una gran xarxa de cineastes professionals i les indústries de servei relacionades en els anys cinquanta per al format de 16 mm. L'adveniment de la televisió també va reforçar l'ús de la pel·lícula de 16 mm, inicialment pel seu avantatge de cost i portabilitat sobre de la gran i primerenca tecnologia de la televisió. Inicialment com un format de recollida de notícies, el format de 16 mm va ser també utilitzat per crear preses programades fora dels confins dels més rígids sets de producció televisiva. Així gràcies a la mida compacte i el cost més baix, la pel·lícula de 16 mm es va adoptar per a l'informe professional de notícies i pel·lícules socials i educatives, entre altres usos, mentre el mercat de pel·lícules casolanes va canviar gradualment a fins i tot pel·lícules menys cares que el format 8 mm i el súper 8 mm.
La pel·lícula de 16 mm també es va usar extensivament per a la producció televisiva en països on l'economia va fer l'ús de la pel·lícula de 35 mm massa car. La cinta de vídeo digital ha fet incursions significatives en la producció televisiva, fins i tot a la magnitud que en alguns països, 16 mm (així com 35 mm) és considerat obsolet com un format de producció per les televisions. No obstant això, encara és extens seu ús en proporció Súper 16 (vegeu sota) per la programació d'alta qualitat als EUA i el Regne Unit. Els Documentals i curts produïts independentment (principalment evocats per al seu ús a la televisió) encara poden filmar en pel·lícula. A més els creadors de documentals sovint s'acostumaran càmeres que utilitzin mecanisme per a la pel·lícula en 16 mm per filmar escenes en climes extrems.

## Ús modern

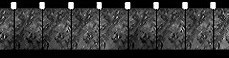
Pel·lícula de 16 mm

Els dos proveïdors més grans de pel·lícula de 16 mm avui en dia són Kodak i Fujifilm. La pel·lícula de 16 mm és encara avui utilitzada en televisió, com a exemple a les sèries "Hallmark Hall of Fame Anthology" i "The OC". als EUA Al Regne Unit, el format és encara molt popular per als drames i anuncis, de fet, la BBC té una part gran en la història del format. Ells van treballar extensivament amb Kodak en els anys cinquanta i seixanta per portar la pel·lícula de 16 mm a un nivell professional, des que la BBC va necessitar solucions de produccions portàtils més barates mantenint la qualitat més alta que es va oferir en el moment, quan el format era gairebé exclusivament per a cineastes aficionats. Avui el format també s'usa freqüentment per a les pel·lícules d'estudiants, mentre l'ús en documental gairebé ha desaparegut. Amb l'arribada de HDTV, la pel·lícula Súper-16 s'usa encara per algunes produccions destinades per HD. Algunes característiques teatrals de baix pressupost es filmen en Súper-16 com "Chasing Amy"; irònicament, gràcies als avenços en la pel·lícula (film estoc) i la tecnologia digital - específicament digital intermediate (DI) - el format sembla haver estat vist com una opció revitalitzada. Per exemple, "Vera Drake" es va filmar en pel·lícula de Súper 16 mm, digitalment escanejada a una alta resolució, editada i el color es va graduar, i llavors es va imprimir en pel·lícula de 35 mm via un gravador de pel·lícula làser. A causa del procés digital, la qualitat de la impressió final en 35 mm és prou alta per enganyar sovint els professionals en pensar que es va filmar en 35 mm.
Al Regne Unit la major part de la fotografia per televisió es va filmar en 16 mm dels anys seixanta fins als anys vuitanta, quan el desenvolupament de càmeres de la televisió més portàtils i màquines de vídeo cintes van portar al vídeo que reemplacés les cintes de 16 mm en molts casos. Alguns drames i documentals es van filmar completament en 16 mm, notablement "Brideshead Revisited", "La Joya a la Corona", "L'Ascensió de l'home" i "Vida a la Terra". L'adveniment de la televisió digital i el widescreen va portar a l'ús freqüent de cintes Súper 16. No obstant això, les millores en la mateixa cinta han produït una millora dramàtica en qualitat del quadre des dels anys setanta.
La guanyadora del premi de l'Acadèmia "Leaving Las Vegas" (1995) es va filmar en 16 mm. per veure més pel·lícules filmades en Súper 16 mm, mireu Súper 16.

## Estàndards del format

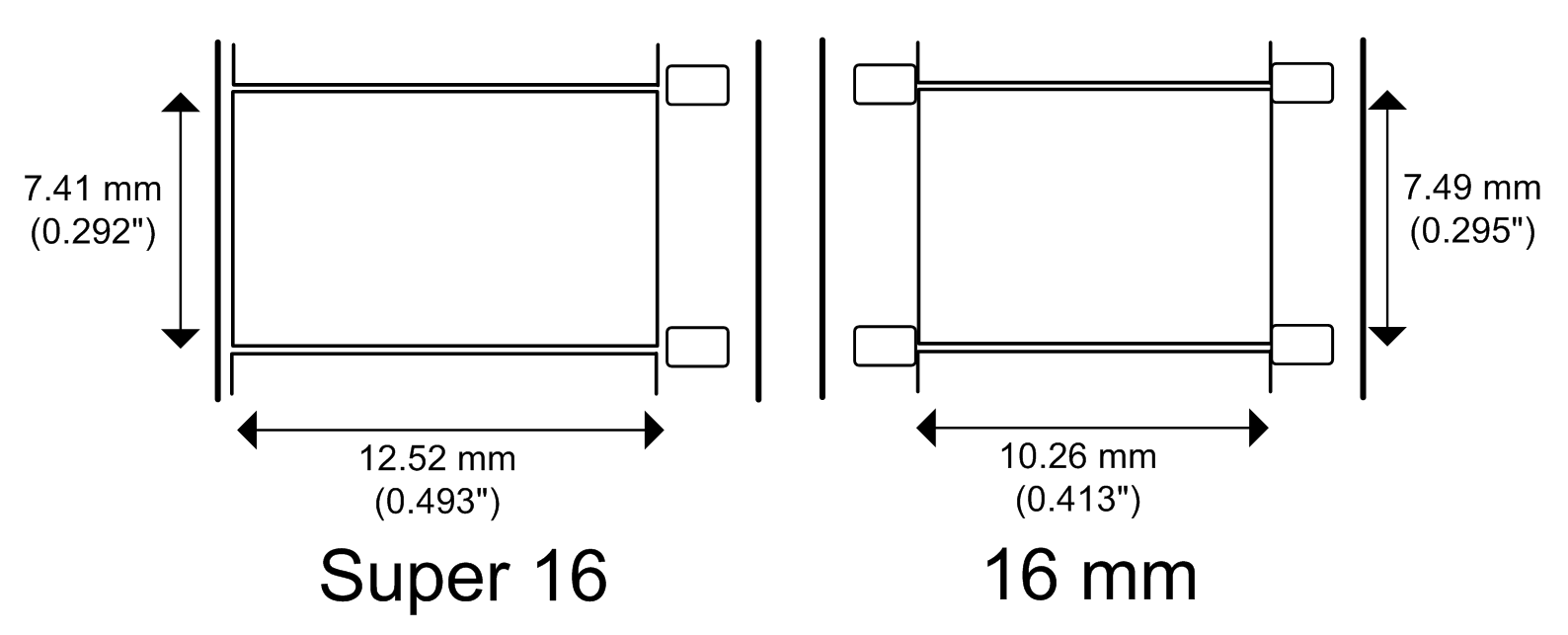
Super 16 i 16 mm

La pel·lícula de doble perforació de 16 mm té perforacions sota ambdós costats del marc. La pel·lícula de perforació senzilla té només perforacions en un costat de la pel·lícula. L'àrea del quadre de 16 mm regular té una proporció d'aspecte prop del 1.33, i les impressions de pel·lícula de 16 mm usen perforacions senzilles perquè hi hagi espai per a una pista monofònica on estarien les perforacions de l'altre costat del negatiu. L'equip i pel·lícules de doble-dent de 16 mm han estat lentament desplaçat per Kodak, perquè només equips i pel·lícules de perforació senzilla siguin usats tant com 16 mm regular així com Súper 16, que requereixen forçosament perforació senzilla.

### Format Super 16

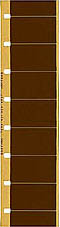
Pel·lícula Super 16 mm

Avui, la majoria d'aquests usos han estat agafats pel món del vídeo, i la pel·lícula de 16 mm és utilitzada principalment per directors de cinema independents amb pressupost limitat. L'àrea del quadre dels 16 mm regulars té un coeficient prop de 1.33, ja que, Originalment, la pel·lícula de 16 mm tenia perforacions a ambdós costats dels quadres. Això era perquè al principi les càmeres de 16mm utilitzaven pinyons duals d'arrossegament, un a cada costat del marc de la pel·lícula. Algunes càmeres cinematogràfiques tenen només una dent d'arrossegament.per emprar película de perforació única que té només perforacions en un costat de la pel·lícula. Les pel·lícules de 16 mm per a projecció son de perforació-única emprant l'espaic on estaria la perforació a l'altre costat del negatiu, per a la banda de so monofònic. Les pel·lícules de 16 mm de doble-perforació foren eliminades lentament per Kodak, ja que la pel·lícula amb perforació-única es pot utilitzar tant amb les càmeres de 16 mm regulars com amb les de súper 16, que requereix perforació única.
El 1970, es va crear la variant anomenada Super 16 mm, Super 16, o 16 mm de tipus W que utilitza pel·lícula d'una sola perforació, pren l'espai originalment reservat per al banda sonora, i aprofita aquest espai addicional del so per ampliar l'àrea del quadre amb un coeficient més ampli de 1.67:1 Les càmeres súper 16 són generalment càmeres de 16 mm que tenen la porta de la pel·lícula i el visualitzador modificat perquè el marc sigui més ample. És a dir, en càmeres cinematogràfiques amb forats només a un costat de la pel·lícula, en eliminar les perforacions, l'espai abans perdut, es pot utilitzar per enregistrar més informació d'imatge en el mateix ample de pel·lícula. Amb el mateix cost de la pel·lícula de 16mm, s'obté una qualitat més alta d'imatge. El súper 16 mm va ser desenvolupat pel Cinematògraf suec Rune Ericson, el 2001 se li va concedir un Oscar per aquesta innovació. Avui, la major part d'aquesta aplicació ha estat assumida pel vídeo, i la pel·lícula de 16 mm és utilitzada sobretot per cineastes independents pressupost limitat. El súper 16 permet una millor qualitat d'imatge si es vol fer ampliar la pel·lícula de 16mm per obtenir una pel·lícula de 35 mm per a les sales de projecció. Tanmateix, amb el recent desenvolupament de workflows intermedi digital, és ara possible "digitalment exportar" a 35 mm amb virtualment cap pèrdua de qualitat (donada la digitalització d'alta qualitat).

### Format Ultra 16

35 mm

Hi ha també una variació anomenada "Ultra-16" on la imatge cau entre la perforació que crea una relació d'aspecte ample d'1,85:1 amb una mida de finestra d'11,80 mm x 6,25. En escanejar a HD 1.78:1, utilitza aproximadament el 95% del format total. Com que s'està ampliant entre els perfils, no és necessari tornar a fer el muntatge de la lent ni adquirir noves lents.. La raó de la seva arribada és perquè el format Súper-16 pot posar limitacions severes a l'ús de lents. Les lents tradicionals de 16 mm tendeixen al "vingette", o tall de les cantonades de les imatges en càmeres Súper-16. També és car modificar una càmera estàndard de 16 mm a Súper-16m, així una persona bastant enginyosa (però anònima) va tallar la reixa d'una càmera estàndard de 16 mm fent-la més ampla en exposar la imatge a l'àrea entre les perforacions. Això dona l'avantatge d'una imatge més ampla que la de16 mm però els objectius estàndard òptics de 16 mm poden ser emprats.

## Càmeres

### Càmeres professionals
L'ARRIFLEX SR3, és una càmera de 16 mm i Súper 16 molt popular i comú en la indústria.
Avui, la indústria professional tendeix utilitzar càmeres de 16 mm d'Arri i Aaton, notablement la Arri SR3, Arri 416, i el Aaton XTRprod. Recentment Aaton va llançar l'A-Minima, que és de la mida d'una càmera digital (camcorder) i s'ha usat per les filmacions especials que requereixen càmeres més petites o més versàtils. Photo Sonics tenen càmeres de 16 mm de velocitat summament altes, que poden pujar a 10.000 marcs per segon. Panavisión té un model rarament vist conegut com "el Elaine" el qual sembla estar fent una mica de retrocés.

### Càmeres per aficionats
Per a l'aficionat i l'estudiant és més barat fer servir els models més vells d'Arri i Aaton, així com Auricon, Beaulieu, Bell & Howell, Bolex, Canon, Cinema Products, Eclair, Mitchell i altres.

## Especificacions Tècniques
- 40 quadres per peu (7,6 mm per quadre)
- 400 peus (122 metres) = al voltant d'11 minuts  24 quadres/s
- Pulldown vertical

 16 mm 
- 1.33 relació d'aspecte
- Relació d'augment de 1:4.58 per impressions de 35 mm Format d'Acadèmia
- obertura de càmera : 0,404 per 0,295 "(10,26 per 7,49 mm)
- obertura de projector  (complet 1.33): 0,378 per 0,276 "(9,60 per 7,01 mm)
- obertura de projector  (1.85): 0,378 per 0,205 "(9,60 per 5,20 mm)
- obertura d'estació de TV : 0,380 per 0,286 "(9,65 per 7,26 mm)
- transmissió de TV : 0,368 per 0,276 "(9,34 per 7,01 mm)
- acció segura de TV : 0,331 per 0,248 "(8,40 per 6,29 mm); radii de cantonada: 0,066" (1,67 mm)
- títols assegurances de TV : 0,293 per 0,221 "(7,44 per 5,61 mm); radii de cantonada: 0,058" (1,47 mm)
- 1 perforació per quadre (pot ser també doble perforació, una de cada costat)

 Súper 16 
- 1.66 relació d'aspecte
- obertura de càmera : 0,493 per 0,292 "(12,52 per 7,41 mm)
- obertura de projector  (complet 1.66): 0,463 per 0,279 "(11,76 per 7,08 mm)
- obertura de projector  (1.85): 0,463 per 0,251 "(11,76 per 6,37 mm)
- 1 perforació per quadre, sempre de perforació senzilla

 Ultra 16 
- 1,89 relació d'aspecte
- obertura de càmera : 0,459 per 0,295 "(11,66 mm per 7,49 mm)
- obertura de projector : 0,459 per 0,242 "(11,66 mm per 6,15 mm)
- 1 perforació per quadre (pot ser també doble perforació, una de cada costat)